# Nepytia swetti
Nepytia swetti là một loài bướm đêm trong họ Geometridae.